# Podnoszenie ciężarów na Letnich Igrzyskach Olimpijskich 2016 – waga do 53 kg kobiet
Rywalizacja w wadze do 53 kg kobiet w podnoszeniu ciężarów na Letnich Igrzyskach Olimpijskich 2016 została rozegrana 6 sierpnia na obiekcie Riocentro.

## Terminarz
Wszystkie godziny podane są w czasie brazylijskim (UTC-03:00) oraz polskim (CEST).
| Data            | Godzina rozpoczęcia | Godzina rozpoczęcia |         |
| Data            | UTC-03:00           | CEST                |         |
| --------------- | ------------------- | ------------------- | ------- |
| 6 sierpnia 2016 | 12:30               | 17:30               | Grupa B |
| 6 sierpnia 2016 | 15:30               | 20:30               | Grupa A |

## Rekordy
Przed rozpoczęciem zawodów aktualny rekord świata i rekord olimpijski był następujący:
| WR | Rwanie  | Li Ping            | 103 kg | Kanton  | 14 listopada 2010 |
| WR | Podrzut | Zülfija Czinszanło | 134 kg | Ałmaty  | 10 listopada 2014 |
| WR | Suma    | Hsu Shu-ching      | 233 kg | Incheon | 21 września 2014  |
| OR | Rwanie  | Yang Xia           | 100 kg | Sydney  | 18 września 2000  |
| OR | Podrzut | Zülfija Czinszanło | 131 kg | Londyn  | 29 lipca 2012     |
| OR | Suma    | Zülfija Czinszanło | 131 kg | Londyn  | 29 lipca 2012     |

## Wyniki
| Pozycja | Grupa | Zawodnik         | Reprezentacja    | Waga  | Rwanie | Rwanie | Rwanie | Podrzut | Podrzut | Podrzut | Wynik | Uwagi |
| Pozycja | Grupa | Zawodnik         | Reprezentacja    | Waga  | 1      | 2      | 3      | 1       | 2       | 3       | Wynik | Uwagi |
| ------- | ----- | ---------------- | ---------------- | ----- | ------ | ------ | ------ | ------- | ------- | ------- | ----- | ----- |
| 1. !    | A     | Hsu Shu-ching    | Chińskie Tajpej  | 52.60 | 92     | 96     | 100    | 112     | 126     | –       | 212   |       |
| 2. !    | A     | Hidilyn Diaz     | Filipiny         | 52.61 | 88     | 88     | 91     | 111     | 112     | 117     | 200   |       |
| 3. !    | A     | Yoon Jin-hee     | Korea Południowa | 52.59 | 88     | 90     | 90     | 110     | 110     | 111     | 199   |       |
| 4       | A     | Rebeka Koha      | Łotwa            | 52.11 | 87     | 87     | 90     | 103     | 107     | 110     | 197   |       |
| 5       | A     | Rosane Santos    | Brazylia         | 52.57 | 85     | 90     | 90     | 103     | 107     | 108     | 193   |       |
| 6       | B     | Kanae Yagi       | Japonia          | 52.39 | 81     | 81     | 81     | 101     | 101     | 105     | 186   |       |
| 7       | A     | Dewi Safitri     | Indonezja        | 52.78 | 80     | 80     | 80     | 105     | 105     | 108     | 185   |       |
| 8       | B     | Evangjelia Veli  | Albania          | 51.58 | 68     | 72     | 75     | 88      | 90      | 96      | 165   |       |
| 9       | B     | Lely Burgos      | Portoryko        | 49.53 | 67     | 70     | 72     | 85      | 88      | 90      | 162   |       |
| 10      | B     | Scarleth Mercado | Nikaragua        | 52.85 | 62     | 66     | 68     | 83      | 86      | 89      | 155   |       |
| 11      | B     | Fiorella Cueva   | Peru             | 48.32 | 62     | 65     | 67     | 85      | 88      | 90      | 153   |       |
| 12      | B     | Sofía Rito       | Urugwaj          | 51.74 | 64     | 64     | 67     | 82      | 82      | 88      | 146   |       |
| –       | A     | Li Yajun         | Chiny            | 52.50 | 98     | 101 OR | 104    | 123     | 126     | 126     | –     | DNF   |